# William Smith (boxe anglaise)
Pour les articles homonymes, voir Smith et William Smith.
William Smith est un boxeur sud-africain né le 19 juillet 1904 et mort le 20 décembre 1955 à Johannesburg.

## Carrière
Il devient champion olympique des poids coqs aux Jeux de Paris en 1924 après sa victoire en finale contre l'Américain Salvatore Tripoli. Smith passe professionnel en 1925 et remporte le titre de champion d'Afrique du Sud des poids coqs la même année et celui des poids plumes en 1929 et 1934.

## Parcours auxJeux olympiques
Jeux olympiques d'été de 1924 à Paris (poids coqs) :
- Bat Harry Wolff (Suède) aux points
- Bat Jacques Lemouton (France) aux points
- Bat Jean Ces (France) aux points
- Bat Salvatore Tripoli (États-Unis) aux points

## Liens externes

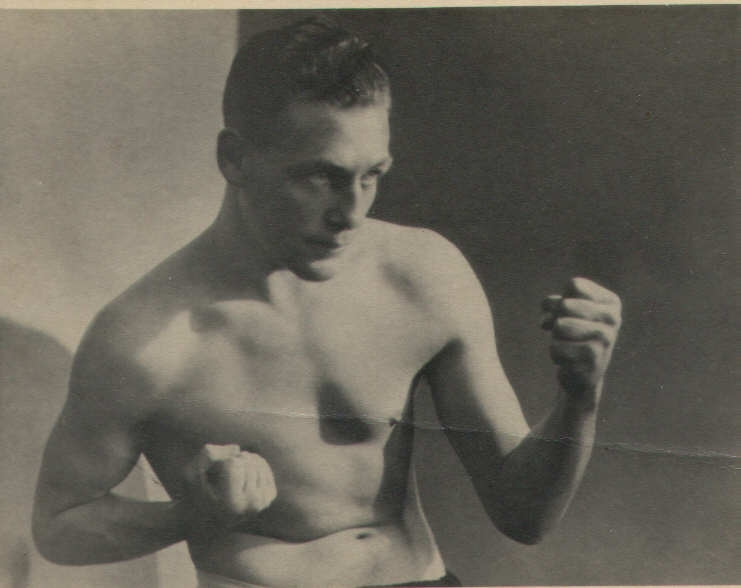
William Smith vers 1920